# Dipcadi montanum
Dipcadi montanum är en sparrisväxtart som först beskrevs av Nicol Alexander Dalzell, och fick sitt nu gällande namn av John Gilbert Baker. Dipcadi montanum ingår i släktet Dipcadi och familjen sparrisväxter.

## Underarter
Arten delas in i följande underarter:
- D. m. madrasicum
- D. m. montanum